# Horace Lamb
Sir Horace Lamb (Stockport, 27 novembre 1849 – Cambridge, 12 aprile 1934) è stato un matematico e fisico inglese.

## Biografia
Suo padre, John Lamb, lavorava in un cotonificio dove guadagnò una certa reputazione avendo proposto alcuni miglioramenti meccanici alle macchine filatrici.  Dopo la morte di suo padre, e dopo che la madre si era sposata nuovamente, andò a vivere presso la sorella della madre. Intraprese i primi studi a Stockport dove incontrò un docente che gli instillò la passione per la lettura dei poeti greci e latini. Nel 1867 vinse una borsa per leggere i classici al Queen’s College di Cambridge ma decise di rinunciare momentaneamente e di studiare presso la Victoria University di Manchester per un anno. Fu qui che si interessò alla matematica cosicché quando raggiunse il Queen's College seguì le lezioni di questa disciplina avendo come docenti, tra gli altri, George Stokes e James Clerk Maxwell. Si laureò con ottimi risultati (Second Wrangler) nel 1872 vincendo nello stesso anno il Premio Smith e venendo eletto Fellow e Lecturer al Trinity College. Nel 1875 gli fu assegnata la cattedra di matematica presso l'Università di Adelaide dove fu un apprezzato docente per le sue ricerche e per la chiarezza delle sue lezioni. Lasciò l’Australia nel 1885 per accettare una cattedra presso la Victoria University di Manchester acquisendo in breve tempo prestigio all’interno del Dipartimento di Matematica di quella Università.  Nel 1920, all’età di 70 anni raggiunto il limite di età per il pensionamento, lasciò la Victoria University e si ritirò a Cambridge dove ottenne una cattedra onoraria, la Rayleigh lecturship, continuando a svolgere lì le sue ricerche. 

## Contributi scientifici
Nel 1878 pubblicò  A Treatise on the Mathematical Theory of the Motions of Fluids  applicando le equazioni di Maxwell  al problema del flusso di correnti alternate in conduttori sferici, primo approccio a ciò che in seguito fu conosciuto come effetto pelle.Contribuì in notevole misura allo sviluppo della matematica applicata in particolare nei campi dell’acustica e della dinamica dei fluidi. Lavorò anche nel campo della propagazione delle onde, dell’induzione elettrica, dei terremoti e della teoria delle maree.

## Opere
Scrisse numerosi libri tra cui:
- Horace Lamb, Hydrodynamics, Cambridge University Press, 1895.
- Horace Lamb, The Dynamical theory of sound, London Edward Arnold, 1910.
- Horace Lamb, A treatise on the mathematical theory of the motion of fluids, Cambridge University Press, 1879.
- Horace Lamb, Higher mechanics, Cambridge University Press, 1920.
- Horace Lamb, Dynamics, Cambridge University Press, 1914.
- Horace Lamb, An elementary course of infinitesimal calculus, Cambridge University Press, 1919.
- Horace Lamb, Statics, including hydrostatics and the elements of the theory of elasticity, Cambridge University Press, 1912.
- Horace Lamb, The Evolution Of Mathematical Physics, 1919.

## Onorificenze
- Fu eletto membro della Royal Society nel 1884, fu membro del Council of the Society e per due volte Vice-Presidente.
- Ricevette la Royal Medal dalla Royal Society nel 1902 e nel 1923 la Copley Medal.
- Fu attivo membro della London Mathematical Society di cui fu Presidente negli anni 1902-04
- Ricevette la De Morgan Medal nel 1911.
- Fu membro della Reale Accademia dei Lincei
- Ricevette il titolo inglese di Cavaliere nel 1931.

A Sir Horace Lamb la UAI ha intitolato il cratere lunare Lamb.